# Centro Nacional Autónomo de Cinematografía
El Centro Nacional Autónomo de Cinematografía (CNAC) fue creado por el Estado venezolano durante el segundo gobierno de Carlos Andrés Pérez, según disposiciones de la Ley de la Cinematografía Nacional del año 1993, e inició sus actividades el 1° de agosto de 1994, sustituyendo al Fondo de Fomento Cinematográfico (FONCINE), y convirtiéndose en el ente rector de la cinematografía nacional, adscrito al Ministerio del Poder Popular para la Cultura.

## Funciones
Entre sus atribuciones se encuentra otorgar financiamiento a la producción de películas venezolanas de largo y cortometraje y apoyar su promoción en festivales y otros eventos internacionales, así como seleccionar la película que representará a Venezuela en premios internacionales como los premios Óscar norteamericanos o los premios Goya españoles. Asimismo, con la entrada en vigencia de la Reforma de la Ley de Cine en noviembre del 2005, durante el gobierno de Hugo Chávez, el CNAC pasa a encargarse del Registro de la Cinematografía Nacional, en el cual se lleva el control de las personas naturales y jurídicas relacionadas con el quehacer cinematográfico, así como producciones audiovisuales realizadas en Venezuela.
El CNAC tiene entre sus proyectos especiales el nacimiento del Laboratorio del Cine y el Audiovisual de Venezuela, el cual elabora talleres de diversas áreas cinematográficas, tales como realización, dirección, escritura de guion, producción, script, etc. Otro proyecto especial es la creación de Amazonia Films, una compañía de distribución cinematográfica que se encarga de exhibir películas producidas fuera del sistema de los grandes estudios de Hollywood.
Anualmente, el CNAC realiza una convocatoria para apoyar la producción de proyectos cinematográficos, principalmente en las modalidades de largometraje, cortometraje, documentales y telefilms. También otorga becas de formación, así como incentivos a empresas productoras y fundaciones que se encarguen de promover y difundir el cine venezolano.
También entrega los Premios a la Calidad CNAC, tradicionalmente todos los 28 de enero de cada año, fecha en la cual en Venezuela se celebra el Día del Cine Nacional.
El cumplimiento de las funciones del CNAC y sus diversos proyectos se encuentra paralizado por la crisis económica que enfrenta Venezuela desde 2016.

## Presidentes
Los presidentes del CNAC desde 1994 han sido:
1. Sergio Dahba (1994-1996)
2. Abdel Güerere (1996-1999)
3. Gileni Gómez Muci (1999-2001)
4. Maurice Reyna (2001-2003)
5. Juan Carlos Lossada (2003-2006)
6. Luis Girón (2006 - 8 meses)
7. Juan Carlos Lossada (2007-2008)
8. Andrea Gouverneur (2009 - 9 meses)
9. Juan Carlos Lossada (2011-2015)
10. Alizar Dahdah – Encargada - (2016-2017)
11. Aracelis García (2017-2019)
12. Roque Valero (2019-2020)
13. Vladimir Sosa Sarabia (2020-2021)
14. Carlos Azpúrua (2021-2025)
15. Ernesto Villegas (2025)

Fuente: Investigación del periodista Gil Molina para el libro Hitos del cine venezolano de la plataforma cultural Proyecto Identidad.